# Baptist von Stephan
Baptist Stephan, seit 1869 Ritter von Stephan (* 12. November 1808 in Schwarzhofen; † 29. August 1875 in Schlehdorf) war ein bayerischer General der Infanterie.

## Leben

### Familie
Er war der Sohn des Geometers Johann Baptist Stephan und dessen Ehefrau Maria Anna, geborene Bauriedl. Stephan selbst blieb unverheiratet.

### Militärkarriere
Stephan trat am 9. Juli 1824 als Freiwilliggemeiner in das 7. Infanterie-Regiment „vacant Löwenstein“ der Bayerischen Armee ein und wurde am 1. November 1824 zum Vizekorporal sowie am 1. Januar 1825 zum Korporal befördert. Am 13. August 1831 zum Junker (etwa Oberfähnrich) im 11. Infanterie-Regiment „vacant Kinkel“ ernannt, wurde Stephan am 27. Juni 1832 zum Unterleutnant im 7. Infanterie-Regiment befördert. Am 18. Juli wechselte er durch einen Tausch zum 3. Infanterie-Regiment „Prinz Karl“. Ab dem 18. Juni 1833 wurde Stephan zur Aufstellung des in griechischen Diensten bestimmten Truppenkorps abkommandiert und deshalb mit dem 21. Juli 1833 aus Militärdienst entlassen. Er trat daraufhin als Oberleutnant in die Griechische Armee ein.
Auf sein Gesuch hin wurde er 1837 aus griechischen Diensten entlassen und nach Rückkehr am 20. August 1837 als Unterleutnant im 11. Infanterie-Regiment „Delamotte“ der Bayerischen Armee wieder angestellt. Ab 23. September 1837 infolge eines Tausches beim 5. Infanterie-Regiment „Erbgroßherzog von Hessen“ eingesetzt, wurde er am 30. März 1838 zum Infanterie-Leib-Regiment versetzt. Am 25. Oktober 1842 wurde er beim 3. Infanterie-Regiment zum Oberleutnant befördert, am 4. Dezember 1842 zum Adjutanten des Generalmajors und Brigadiers Friedrich Ritter von Greis ernannt und in dieser Funktion am 22. Mai 1842 zum Infanterie-Leib-Regiment versetzt. Am 31. Oktober 1845 erfolgte seine Versetzung zum Generalquartiermeisterstab. Am 7. April 1847 als Hauptmann charakterisiert, wurde Stephan am 31. März 1848 zum Hauptmann befördert und zugleich in das Kriegsministerium versetzt. Am 21. Dezember 1848 wurde er als charakterisierter Major zum Adjutanten von Prinz Karl von Bayern ausgewählt. Als solcher am 30. Juni 1851 zum Major befördert, wurde er am 9. Oktober 1852 zum 3. Infanterie-Regiment „Prinz Karl“ versetzt, dort am 17. April 1853 zum Oberstleutnant sowie am 31. März 1855 zum Oberst im 3. Infanterie-Regiment „Prinz Karl“ befördert. Am 1. Januar 1860 erhielt er das Ritterkreuz I. Klasse des Verdienstordens vom Heiligen Michael.
Mit dem 4. August 1861 zum Generalmajor befördert, übernahm er das Kommando über die 2. Infanterie-Brigade. Während des Krieges gegen Preußen 1866 erhielt Stephan die vorübergehende Befehlsgewalt über die mobile 1. Infanterie-Division und nahm mit ihr an den Gefechten bei Nüdlingen (10. Juli 1866) und bei Helmstadt (25. Juli 1866) teil. Nach Beförderung zum Generalleutnant am 17. August 1866 wurde Stephan am 20. August 1866 das Großkomturkreuz des Militärverdienstordens verliehen. Am 29. August 1866 wurde er zum Generalkommandanten von Nürnberg, am 8. Januar 1869 zum Kommandeur der 1. Division ernannt. Am 29. Dezember 1869 wurde er mit dem Ritterkreuz des Verdienstordens der Bayerischen Krone geehrt, womit die Erhebung in den persönlichen Adelsstand verbunden war.
Stephan nahm als Kommandeur der 1. Division/I. Armee-Korps 1870/71 am Deutsch-Französischen Krieg teil und zeichnete sich besonders in den Schlachten bei Wörth, Sedan und an der Loire aus. Für seine militärischen Verdienste in der Schlacht bei Wörth am 6. August 1870 wurde er bereits im Armeebefehl vom 30. August 1870 ausdrücklich gelobt und erhielt hierfür das Eiserne Kreuz II. Klasse sowie am 18. Oktober 1870 das Großkreuz des Militärverdienstordens verliehen. Zudem sprach sich das am 2. November 1870 unter dem Vorsitz des Generals der Infanterie und Kommandierenden Generals des II. Armee-Korps Jakob Ritter von Hartmann abgehaltene Ordenskapitel einstimmig dafür aus, dass er wegen der vorzüglichen Führung seiner Division in der Schlacht bei Wörth für die Aufnahme in den Orden würdig sei. Mit Armeebefehl vom 15. November 1870 wurde er zum Ritter des Militär-Max-Joseph-Ordens ernannt. Außerdem erhielt er während des Feldzugs das Eiserne Kreuz I. Klasse sowie das großherzoglich mecklenburgische Militärverdienstkreuz I. Klasse. Bei Villepon wurde er am 1. Dezember 1870 durch eine Chassepotkugel am Unterleib und durch einen Granatsplitter in der Brust so schwer verwundet, dass er das Kommando über die Division abgeben und nach Deutschland zurückgebracht werden musste.
Am 11. April 1873 wurde sein Abschiedsgesuch genehmigt und ihm wegen seiner langjährigen treuen Dienste der Charakter eines Generals der Infanterie verliehen.

## Auszeichnungen
Stephan wurden außer den oben genannten folgende Orden verliehen:
- Ritterkreuz des Erlöser-Ordens
- Komtur II. Klasse des Verdienstordens Philipps des Großmütigen
- Ritterkreuz des ö.k. Leopold-Ordens
- Roter Adlerorden II. Klasse
- Russischer Orden der Heiligen Anna II. Klasse
- Komtur II. Klasse des Albrechts-Ordens

## Sonstiges
In seinem Testament vom 1. Dezember 1874 verfügte er mit einem Grundkapital von 20.000 fl. die Gründung einer Präbendenstiftung, die für solche Unteroffiziere der bayerischen Armee, welche die Kriegsschule oder eine ähnliche zur Ausbildung von Offizieren bestimmte militärische Einrichtung besuchen, vorgesehen war. Mit Allerhöchster Entschließung vom 12. Dezember 1875 wurde diese Stiftung als „Militärstiftung des Generals der Infanterie von Stephan“ allerhöchst bestätigt.